# Calico (Californië)
Calico is een spookstad in de regio van de Mojavewoestijn in het zuiden van Californië. Gesticht in 1881 als een zilvermijnbouwstadje, is het vandaag de dag een county park. Het ligt in San Bernardino County, aan de Interstate 15, ongeveer 5 km van de stad Barstow. Op de Calico Mountains, gelegen achter de spookstad, zijn grote letters te zien die het woord CALICO vormen.

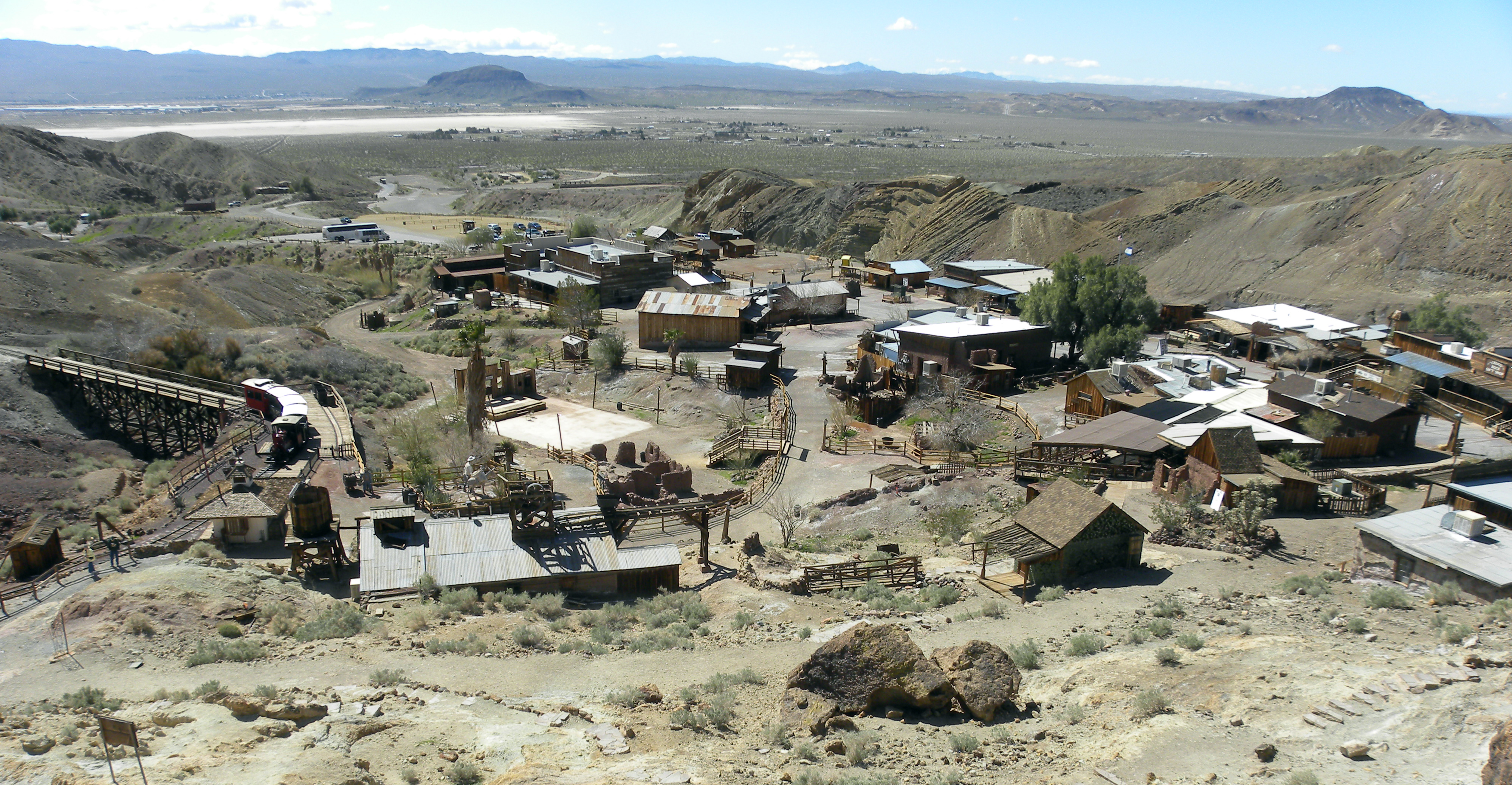
Calico in de Mojavewoestijn

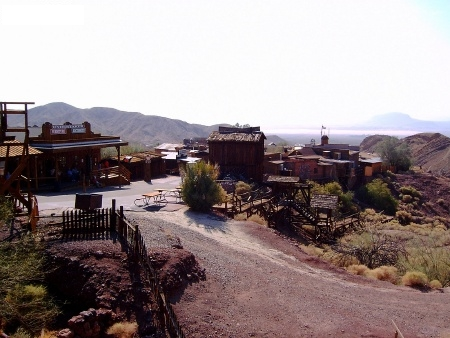
Calico 's avonds

Eens woonden er 1200 mensen in Calico en werden er meer dan 500 mijnen uitgebaat. Toen de prijs van zilver instortte, in het midden van de jaren 1890, loonde het niet langer om de zilvermijnen uit te baten. Toen ook het winnen van borax in 1907 werd stopgezet, werd de stad helemaal verlaten.
Walter Knott, bedenker van Knott's Berry Farm, deed in 1940 inspiratie op in het stadje. Hij liet een spookstad bouwen om de wachtende mensen voor zijn restaurant bezig te houden.
In 1951 kocht hij Calico. Vervolgens liet hij met behulp van oude foto's de stad terugbrengen in zijn oude staat. De huidige stad is een mix van oude, gerestaureerde huizen en replica's die recentelijk zijn herbouwd op de oude fundaties. In 1966 schonk Knott de stad aan San Bernardino County, waarna Calico een county park werd.
De stad is nu dagelijks open; na het kopen van een kaartje biedt de stad naast winkelen en eten in het restaurant onder meer de mogelijkheid om mijnen te bezoeken, revolvergevechten te zien en goud te wassen en een spoorweg (Calico & Odessa Railroad). Tijdens de rondleidingen in de mijnen worden nog steeds grijze vlekken van zilver in het gesteente gezien. Door deze activiteiten en de vele toeristen die erop afkomen, heeft Calico in de praktijk echter meer weg van een pretpark of museum dan van een "echte" spookstad.
Sommigen menen dat Calico ook echte spoken huisvest, dat de geesten van mijnwerkers er nog aanwezig zijn. De band First Edition, waarvan Kenny Rogers lid was, gebruikte de stad als basis voor hun thema-album The Ballad of Calico.

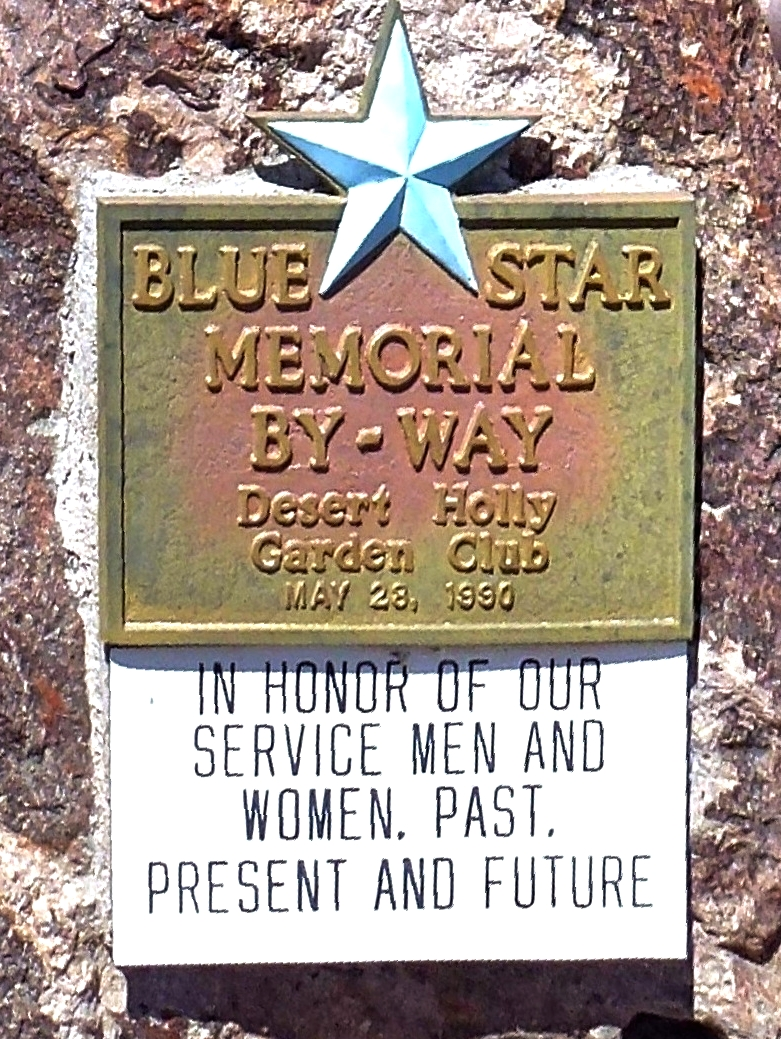
Memorial Blue Star-monument bij Calico

Calico is een geregistreerd historisch monument in Californië, en is een van meerdere spooksteden (andere zijn bijvoorbeeld Drawbridge en Bodie). Het is ook de "official state silver rush ghost town" van de staat Californië.